# Olympische Jugend-Sommerspiele 2010/Volleyball
Bei den Olympischen Jugend-Sommerspielen 2010 wurden zwei Wettbewerbe im Hallen-Volleyball ausgetragen. Die Wettkämpfe fanden vom 21. bis 26. August in der Toa Payoh Sports Hall statt.

## Turnier der Jungen

### Vorrunde

#### Gruppe A
| Rang | Land                         | Spiele | Sätze | Punkte |
| ---- | ---------------------------- | ------ | ----- | ------ |
| 1    | Russland                     | 2      | 6:0   | 4      |
| 2    | Serbien                      | 2      | 3:4   | 2      |
| 3    | Demokratische Republik Kongo | 2      | 1:6   | 0      |

| 21. August 2010 |   |          |     |
| Serbien         | – | DR Kongo | 3:1 |
| 22. August 2010 |   |          |     |
| Serbien         | – | Russland | 0:3 |
| 23. August 2010 |   |          |     |
| DR Kongo        | – | Russland | 0:3 |

#### Gruppe B
| Rang | Land        | Spiele | Sätze | Punkte |
| ---- | ----------- | ------ | ----- | ------ |
| 1    | Kuba        | 2      | 6:1   | 4      |
| 2    | Argentinien | 2      | 3:3   | 2      |
| 3    | Iran        | 2      | 1:6   | 0      |

| 21. August 2010 |   |      |     |
| Argentinien     | – | Iran | 3:0 |
| 22. August 2010 |   |      |     |
| Argentinien     | – | Kuba | 0:3 |
| 23. August 2010 |   |      |     |
| Iran            | – | Kuba | 1:3 |

### Halbfinale
| Halbfinale 1, 24. August 2010 |   |             |     |
| Russland                      | – | Argentinien | 0:3 |
| Halbfinale 2, 24. August 2010 |   |             |     |
| Serbien                       | – | Kuba        | 0:3 |

#### Spiel um Platz 5
| 25. August 2010 |   |      |     |
| DR Kongo        | – | Iran | 0:3 |

#### Spiel um die Bronzemedaille
| 25. August 2010 |   |         |     |
| Russland        | – | Serbien | 3:0 |

#### Finale (Gold&Silber)
| 26. August 2010 |   |      |     |
| Argentinien     | – | Kuba | 1:3 |

### Endergebnis
| Platz | Land                         |
| ----- | ---------------------------- |
| 1     | Kuba                         |
| 2     | Argentinien                  |
| 3     | Russland                     |
| 4     | Serbien                      |
| 5     | Iran                         |
| 6     | Demokratische Republik Kongo |

## Turnier der Mädchen

### Vorrunde

#### Gruppe A
| Rang | Land     | Spiele | Sätze | Punkte |
| ---- | -------- | ------ | ----- | ------ |
| 1    | Peru     | 2      | 6:0   | 4      |
| 2    | Japan    | 2      | 3:3   | 2      |
| 3    | Singapur | 2      | 0:6   | 0      |

| 21. August 2010 |   |       |     |
| Singapur        | – | Peru  | 0:3 |
| 22. August 2010 |   |       |     |
| Singapur        | – | Japan | 0:3 |
| 23. August 2010 |   |       |     |
| Peru            | – | Japan | 3:0 |

#### Gruppe B
| Rang | Land               | Spiele | Sätze | Punkte |
| ---- | ------------------ | ------ | ----- | ------ |
| 1    | Vereinigte Staaten | 2      | 6:2   | 4      |
| 2    | Belgien            | 2      | 5:3   | 2      |
| 3    | Ägypten            | 2      | 0:6   | 0      |

| 21. August 2010 |   |                    |     |
| Belgien         | – | Ägypten            | 3:0 |
| 22. August 2010 |   |                    |     |
| Belgien         | – | Vereinigte Staaten | 2:3 |
| 23. August 2010 |   |                    |     |
| Ägypten         | – | Vereinigte Staaten | 0:3 |

### Halbfinale
| Halbfinale 1, 24. August 2010 |   |                    |     |
| Peru                          | – | Belgien            | 1:3 |
| Halbfinale 2, 24. August 2010 |   |                    |     |
| Japan                         | – | Vereinigte Staaten | 0:3 |

### Spiel um Platz 5
| 25. August 2010 |   |         |     |
| Singapur        | – | Ägypten | 1:3 |

#### Spiel um die Bronzemedaille
| 25. August 2010 |   |       |     |
| Peru            | – | Japan | 3:1 |

#### Finale (Gold&Silber)
| 26. August 2010 |   |                    |     |
| Belgien         | – | Vereinigte Staaten | 3:1 |

### Endergebnis
| Platz | Land               |
| ----- | ------------------ |
| 1     | Belgien            |
| 2     | Vereinigte Staaten |
| 3     | Peru               |
| 4     | Japan              |
| 5     | Ägypten            |
| 6     | Singapur           |